# 윤의립
윤의립 (尹毅立, 1568년 ~ 1643년) 은 조선의 문신이다. 자는 지중, 호는 월담, 본관은 파평이다. 선조 때 문과에 급제하였으며 형조참판·예조판서 등을 지냈다. 그림과 글씨에 띄어났는데, 특히 산수화를 잘 그렸다. 저서로 《야언통재》가 있으며 그림으로 〈하령산수도〉등이 있다.

## 관련 작품

### 드라마
- 《남한산성》 (MBC, 1986년~1987년, 배우:오현경)